# Nicky Houba
« Houba » redirige ici. Ne pas confondre avec l'onomatopée du Marsupilami.
Nicky Houba est né en Belgique à Tongres dans la Province du Limbourg le 7 décembre 1984, est une joueuse belge de  handball évoluant au poste de gardien de but au HB Sint-Truiden.
Elle a remporté la Challenge Cup en 2009 avec le HBC Nîmes et le Championnat de France ainsi que la Coupe de la Ligue la même année avec Arvor 29.

## Biographie
Fille de deux gardiens, Nicky commence le handball dès l'âge de cinq ans et évolue au poste de gardienne à l'âge de dix ans au Elckerlyc HK Tongeren, aujourd'hui connu sous le nom du United HC Tongeren (club de sa ville d'origine).
En 1999, à l'âge de quinze ans, Nicky rejoint l'Initia HC Hasselt où elle découvre la division 1 et en 2002, à l'âge dix-huit ans, elle fut sélectionnée pour jouer en coupe d'Europe, en Coupe Challenge où elle et son équipe, le Initia HC Hasselt n'a pas réussi à s'imposer.
Puis après avoir passé quatre saisons au Initia HC Hasselt, Nicky quitte le club limbourgeois pour rejoindre le club de la cité de loi, le Fémina Visé et bien qu'elle ne resta qu'une saison, elle et son équipe du Fémina Visé firent un doublé, en remportant le championnat de Belgique et la Coupe de Belgique, elle joua une nouvelle fois en coupe d'Europe, mais cette fois ce fut la Coupe des coupes où le Fémina Visé s'inclina.
Et à vingt ans, Nicky quitte son pays natal pour devenir professionnelle en France où elle signe un contrat de deux ans avec Le Havre AC HB. Le club finit la saison 2004/2005 sur une sixième place, puis la saison 2005/2006 à la deuxième place ce qui fut synonyme de qualification pour la Coupe d'Europe. Toutefois, Nicky Houba ne dispute pas cette compétition puisqu'elle a signé un nouveau contrat avec le HBC Nîmes. à son arrivée au HBC Nîmes, sa première saison dans le club s'est soldé sur une septième place.
Durant la saison 2007/2008, Nîmes termine sur un résultat plus satisfaisant, une cinquième place qualificative pour la Coupe Challenge. Cette campagne européenne se solde par le sacre européen, le HBC Nîmes remportant la finale face au club allemand du Thüringer HC. De plus, le club termine la saison sur une convaincante troisième place.
La saison 2009/2010 est également satisfaisante, avec une quatrième place en championnat et en Coupe EHF, le HBC Nîmes est éliminé par le club espagnol du CB Elda.
En 2010, Nicky signe à nouveau un contrat avec le club breton d'Arvor 29. Elle y remporte le titre de champion de France 2012 et la Coupe de la Ligue 2012 avec le club brestois, mais à la suite d'une mauvaise gestion financière, le club est relégué en deuxième division.
Nicky retourne alors au HBC Nîmes où elle évolue jusqu'à l'été 2014 pour retourner en Belgique, au HB Sint-Truiden, club de division 1, situé non loin de son lieu de naissance.
Avec le club trudonnaire, Nicky termina à la troisième place, durant l'entre saison, elle change à nouveau de club et rejoint la capitale européenne et le Brussels HC, pensionnaire de division 2.

## Palmarès

### En club
Compétitions nationales
- championne de Belgique en 2004, avec le Fémina Visé
- vainqueur de la coupe de Belgique en 2004 avec le Fémina Visé
- championne de France en : 2012, avec Arvor 29
- vainqueur de la coupe de France en 2006 avec Le Havre AC Handball
- vainqueur de la coupe de la Ligue française en 2012 avec Arvor 29

Compétitions internationales
- vainqueur de la Coupe Challenge en 2009 avec HBC Nîmes

## Clubs
- Elckerlyc HK Tongeren : 1989-1999 (junior)
- Initia HC Hasselt : 1999-2003
- Fémina Visé : 2003-2004
- Le Havre AC : 2004-2006
- HBC Nîmes : 2006-2010 et 2012-2014
- Arvor 29 : 2010-2012
- HB Sint-Truiden : 2014-2015
- Brussels HC : 2015-